# Rättsmedicinalverket
Rättsmedicinalverket (RMV) är en svensk statlig myndighet med ansvar för rättspsykiatri, rättsmedicin, rättskemi samt rättsgenetik. Verket finns på nio platser i landet, med en stor del i Linköping. Verket inrättades 1991 och tog då över uppgifter som tidigare hade legat på kliniker under Socialstyrelsen.
Verket gör utredningar och medicinska undersökningar åt övriga rättsväsendet. Det bedömer även om brottslingar har en psykisk störning eller ej (så kallad rättspsykiatrisk undersökning), kontrollerar drogpåverkan, gör faderskapstest och undersöker onaturliga dödsfall. Sedan våren 2017 utför verket medicinska åldersbedömningar av ensamkommande flyktingbarn.
Sedan några år tillbaka har man, förutom rättsläkare, även anställt specialutbildade rättsintygsskrivande läkare på platser runt om i landet för att sköta mindre komplicerade ärenden på lokal nivå.

## Kvalitet och patientsäkerhet
Rättsmedicinalverkets kliniska verksamhet (rättspsykiatrisk vård) omfattas av hälso- och sjukvårdslagen (HSL) och av Inspektionen för vård och omsorg (IVO). Det gäller inte rättsmedicinsk verksamhet som t.ex. intygsskrivning och åldersbedömningar.
Justitiekanslern har påpekat att det finns ett starkt behov av att kunna kvalitetssäkra sakkunnigutlåtanden från RMV. 
Professorerna i rättsmedicin har lyft fram behovet av vetenskaplig kompetens i RMV:s ledning.

## Avdelningar
Rättsmedicinalverket är uppdelat på tre avdelningar och elva enheter och finns vid nio på platser i Sverige. Varje avdelning leds av en avdelningschef, förordnad av generaldirektören. Huvudkontoret ligger i Stockholm. 
- Avdelningen för rättsmedicin
  - Rättsmedicinska enheten i Umeå
  - Rättsmedicinska enheten i Uppsala
  - Rättsmedicinska enheten i Stockholm
  - Rättsmedicinska enheten i Göteborg
  - Rättsmedicinska enheten i Linköping
  - Rättsmedicinska enheten i Lund
- Avdelningen för rättspsykiatri
  - Rättspsykiatriska undersökningsenheten i Göteborg
  - Rättspsykiatriska undersökningsenheten i Stockholm
- Avdelningen för rättsgenetik och rättskemi
  - Rättskemiska laboratorieenheten, Linköping
  - Rättsgenetiska laboratorieenheten, Linköping
  - Samordningsenheten för rättsgenetik och rättskemi, Linköping
- Huvudkontor

## Statens rättsläkarstationer
Innan Rättsmedicinalverket inrättades var landet indelat i sex rättsläkarstationer, som handhade bl.a. obduktioner och andra uppgifter som RMV idag har tagit över. Rättsläkarstationerna fanns vid följande platser:
- Karolinska institutet, rättsmedicinska institutionen (rättsläkarstationen i Stockholm)
- Universitetet i Uppsala, institutionen för rättsmedicin (rättsläkarstationen i Uppsala)
- Universitetet i Linköping, institutionen för patologi och rättsmedicin (rättsläkarstationen i Linköping)
- Universitetet i Lund, institutionen för rättsmedicin (rättsläkarstationen i Lund)
- Vasa sjukhus i Göteborg (rättsläkarstationen i Göteborg)
- Universitetet i Umeå, institutionen för rättsmedicin (rättsläkarstationen i Umeå).[8]

Rättsläkarstationen i Stockholm gick under det populära namnet Statens rättsläkarstation i Solna. Milan Valverius var under ett antal år dess chef. Det var bl.a. där statsminister Olof Palme obducerades 1986. Rättsläkarstationen var också känd från den s.k. styckmordsrättegången, Da Costa-fallet.